# Барадостська культура
Барадостська культура — археологічна культура раннього верхнього палеоліту в регіоні гір Загрос на кордоні Ірану та Іраку. Змінює місцевий варіант мустьєрської культури. За даними радіовуглецевого аналізу, її вік — близько 36 тис. років. Відносини барадостської культури з сусідніми культурами залишаються неясними. Вважається раннім варіантом оріньяцької культури. Була замінена зарзійською культурою, можливо, у зв'язку з похолоданням під час останньої фази льодовикового періоду.